# エルウッド・ジェンセン
エルウッド・ジェンセン（Elwood V. Jensen, 1920年1月13日 - 2012年12月16日）はアメリカ合衆国の生物学者。シンシナティ大学Medical Center's Vontz Center for Molecular Studiesの癌研究所のJohn and Gladys Strauss Professorである。エストロゲン受容体についての研究で2004年にアルバート・ラスカー基礎医学研究賞を受賞した。
アメリカ合衆国オハイオ州スプリングフィールドにて生まれた。1940年にウィッテンバーグ大学にて学士号を取得。1944年にシカゴ大学にて有機化学の研究でPh.D.を取得した。1947年からシカゴにてステロイドホルモンの研究を行う。ここで彼はエストロゲン受容体を分離し、その乳癌における重要性を発見した。

## 受賞・栄誉
- 1963年 名誉理学博士号, ウィッテンバーグ大学
- 1974年 米国科学アカデミー会員
- 1979年 ガードナー国際賞
- 1984年 フレッド・コンラッド・コッホ賞
- 2002年 ブリンカー国際賞
- 2004年 アルバート・ラスカー基礎医学研究賞
- 2005年 名誉医師, アテネ大学

- 2006年 トムソン・ロイター引用栄誉賞